# La reina muerta
La reina muerta (La Reine morte) es una obra de teatro del dramaturgo francés Henry de Montherlant. Está inspirada libremente en la peripecia histórica de Inés de Castro.

## Argumento
Ambientada en el Portugal del siglo XIV, recrea la ambición del rey Ferrante de Portugal, que pretende el matrimonio de su hijo, don Pedro, con la infanta de Navarra, con la intención de trabar una alianza entre ambos Reinos frente a la poderosa Castilla. Sin embargo, se encuentra con la férrea oposición del joven Pedro, que está enamorado de una mujer buena pero sin sangre real: Inés de Castro. El rey, conocedor de la situación, se enfrenta ante la difícil decisión de acabar con la vida de Inés, la única manera de salvar el escollo. Pese a sus remordimientos, finalmente opta por tan cruel salida. Con el cuerpo de Inés aun caliente, el rey sufre un colapso y también fallece. pero nadie presta atención, estando todas las miradas puestas en el dolor por Inés.

## Representaciones destacadas
Estrenada en Comédie-Française el 8 de diciembre de 1942. El montaje estuvo dirigido por Pierre Dux e interpretado por Jean-Louis Barrault (don Pedro), Madeleine Renaud (Inés de Castro), Jean Deninx (la Infanta), Jean Yonnel (rey Ferrante) y Julien Bertheau.
En 1971 se montó en el Théâtre du Midi de la ciudad de Carcassonne, contando con Jean Deschamps en el papel del rey Ferrán, Maryvonne Schiltz (Inès de Castro) y Jean-Pierre Andréani (Le Prince Don Pedro).
En España se estrenó el 8 de marzo de 1957 en el Teatro María Guerrero de Madrid, en adaptación de Fernando Díaz-Plaja, con dirección de Claudio de la Torre e interpretación de Elvira Noriega (Inés de Castro), Ángel Picazo (rey Ferrán), Guillermo Hidalgo (don Pedro), Luisa Sala (Infanta), Victoria Rodríguez (Dino del Moro), Manuel Arbó, Javier Loyola y Teófilo Calle.

## Adaptaciones
En España se adaptó para televisión en dos ocasiones, ambas por la cadena pública TVE. La primera en 1964 en el espacio Primera fila, con Ángel Picazo, Fernando Cebrián, María del Puy, Manuel Torremocha y Pedro Mari Sánchez; y la segunda en 1970, dentro del espacio Teatro de siempre, con Ángel Picazo, Paloma Pagés, Nicolás Dueñas y Mercedes Sampietro.
Se adaptó de nuevo para la televisión en 2009, con dirección de Pierre Boutron e interpretación de Michel Aumont, Gaëlle Bona, Claude Rich, Thomas Jouannet y Astrid Bergès-Frisbey.